# 白劭宇
白劭宇（1998年1月20日—），台灣男子足球運動員，司職前鋒及後衛，現效力於台灣企業甲級足球聯賽臺北vikings。

## 生平
白劭宇小時候便為了踢足球輾轉台灣各地，包括台東、新北及高雄等等，高中時他就讀於高雄市私立中山高級工商職業學校，並獲選中華台北U19足球代表隊。
他從中山工商畢業後，進入了銘傳大學，並代表該校競逐大專足球聯賽（UFA）及台灣企業甲級足球聯賽。大學一年級時，白劭宇在UFA公開男生組第一級季軍戰梅開二度，為銘傳大學突破連續四年止步四強的情況，成功贏得季軍，時任銘傳教練曾台霖以「雖然他才一年級，但我們對他期望很高，希望他可以更好」評價他在105學年度UFA的表現。在同一年的企甲聯賽，銘傳大學戰績不佳，不過白劭宇仍作為隊中的進攻焦點有所表現，也獲得中華台北U-23足球代表隊的青睞。
在107學年度UFA，白劭宇轉學至臺北市立大學，時任北市大教練陳建志，考量到該季北市大陣容年輕，於是將進攻重擔交付給白劭宇和陳瑞杰，最後該賽季白劭宇也隨隊贏得UFA冠軍暨隊史第七座冠軍。翌年，北市大成功連霸UFA，白劭宇個人斬獲銀靴獎。白劭宇就讀北市大期間，在企業聯賽也效力於大同足球隊，在此時期白劭宇於2021年台企甲賽季轉型成能出任後衛位置，而且在台企甲、國家隊，以及中華民國全國運動會男子足球比賽都曾擔綱後衛，並且在全運會上助新北市代表隊首度闖進決賽，取得亞軍。
後來，白劭宇在2022年轉投台企甲台南市台灣鋼鐵足球隊。
2025年轉投台企甲臺北vikings。

## 國家隊生涯統計
| 中華台北                | 中華台北 | 中華台北 | 中華台北 |
| 年度                    | 出賽     | 進球     | 參考     |
| ----------------------- | -------- | -------- | -------- |
| 2021                    | 3        | 0        | [ 10 ]   |
| 2023                    | 2        | 1        | [ 10 ]   |
| 總計                    | 5        | 0        | [ 10 ]   |
| 最後更新於2023年6月19日 |          |          |          |